# اچ‌ام‌اس قار (ال۷۵)
اچ‌ام‌اس قار (ال۷۵) (به انگلیسی: HMS Egret (L75)) یک کشتی بود. این کشتی در سال ۱۹۳۸ ساخته شد.